# Даосские сексуальные практики

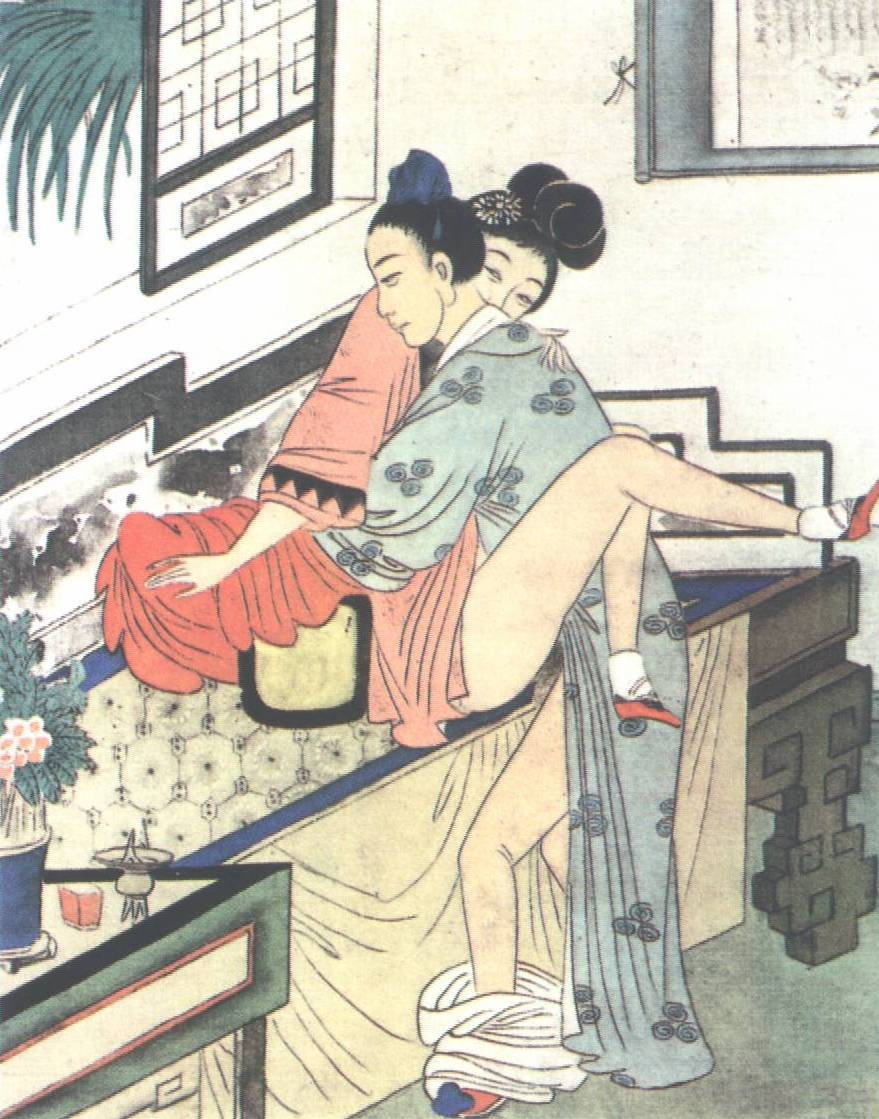
Рисунок «Соединение сущностей», период династии Тан

Даосские сексуальные практики (букв. «искусство спальни») или сексуальное кунг-фу (не путать с боевым кунг-фу) — одно из оздоровительных псевдонаучных учений альтернативной медицины. Представляет собой систему сексуальных техник, объединённую с учением о внутренней алхимии и цигун.
Согласно учению, в сексе необходимо достигнуть контроля над своей энергией и не допускать семяизвержения. Это поддерживает здоровье, приводит к достижению долголетия и «бессмертия», значительно удлиняет соитие и увеличивает радость секса. Для этого предлагается комплексная система упражнений и методов, включая тренировку мускулатуры промежности, некоторые приёмы успокоения сексуальной страсти, и ряд практик цигун.
Близкими учениями являются кундалини-йога и тантрический секс. Зачастую учение сравнивается с целибатом и брахмачарьей, тоже имеющими цель сублимацию сексуальной энергии, но путём полного отказа от секса.

## История

### Период феодализма
Первые источники, дошедшие до наших дней, найдены в гробнице Мавандуй. В мавандуйском тексте, в частности, говорится, что жизненная сила хранится в половых органах, и прежде всего в сперме, а моления шаманским божествам не дают бессмертия. Большинство же источников безвозвратно утрачены. Учение передавалась в основном из уст в уста. И в течение тысяч лет китайской истории практики сохранения семенной жидкости во время полового акта оставались глубоким секретом. Первоначально они практиковались исключительно императором и его приближёнными, учившимися у даосских монахов. Императору нужны были методы для предотвращения болезней — необученные монархи истощались уже в молодости, не выдерживая потребностей своих жен и наложниц. При этом даосские мудрецы считали возможным передачу секретных методов только избранным ученикам.
Среди мифических основателей традиций даосских сексуальных практик — Хуан-ди (Жёлтый император). В своих работах он задаёт вопросы и получает ответы от трёх своих первых советников — Белой Девы, Чёрной Девы (Чернушки) и Избранной Девы. «Избранное от Белой Девы» — одна из основных книг даосской сексологии. «Быть в состоянии заниматься любовью и не испускать — это секрет сохранения жизненности. Увеличение количества семени и помощь ему — путь жизненности», — таков совет Простой Девы Жёлтому императору.
Легенды упоминают мудреца, учителя искусства любви Пэн Цзу. Согласно народному преданию, его знания позволили ему прожить более 800 лет.
Западный исследователь древнекитайской сексуальной жизни Роберт ван Гулик отмечает в своей фундаментальной работе «Сексуальная жизнь в Древнем Китае», что китайцы считали частые совокупления губительными для здоровья. Но при этом, если совершать их правильно — это улучшит здоровье обоих партнёров и излечит болезни. Данная идея является «ключом для понимания китайских представлений о сексе», — пишет он. Ван Гулик утверждал, что к написанию книги его побудили рассуждения Нидэма о даосской алхимии.
Другим ярким персонажем даосских сексуальных практик является Ли Дун-сюань. Он жил в Чаньани в середине VII века до н. э. Возглавлял столичную школу медицины. Он является автором «Наставления о любви учителя Ли Дун-сюаня». «Мужчина может полностью контролировать свою эякуляцию», — пишет он в «Таинственном Мастере пещеры».

### Эпохи Цинь, Хань и Лючао (221 г. до н. э. — 589 г. н. э.)
При династии Ранняя Хань в обращении имелись пособия, которые составляли особый раздел медицинской литературы. Среди них были «Трактат наставника Жун-чэна», «Трактат наставника У Чена», «Рецепты укрепления силы, написанные Хуанди и тремя правителями».

### Эпохи Суй, Тан и Сун (590—1279 гг.)
Японский врач китайского происхождения Е. Дэ-хуй реставрирует пять даосских руководств по сексу. Составление было начато в 1903 году, но опубликованы они были только в 1914 году. Сам он объяснял публикацию желанием показать, что китайцам давно известно то, к чему приходят со временем западные учёные. Издания вызвали шок, что погубило репутацию Дэ-хуя как учёного. Даже его трагическая гибель от рук бандитов не вызвала сочувствия, — написав на запретную тему, он подвергается остракизму.

### Эпохи Юань и Мин (1279—1644 гг.)
«Искусство спальных покоев» было ещё широко известно, однако более подвержено давлению цензуры и ханжества. Тао Цзун-и так определяет сексуальное кунг-фу в сочинении «Чже гэн лу»: "Ныне «искусством спальных покоев» называют неправедные и извращённые действия, такие как "направление потока жизненной силы (ци) против течения — по позвоночному столбу — и «поглощение жизненной силы женщины во время сражения (соития).»
В то же время появляются и новые руководства по сексу. При династии Мин их распространение допускается с ограничениями, но при династии Цин безжалостно искореннены. И снова некоторые из минских текстов сохранились только в Японии. Так, «Су-нюй мяо лунь» (Восхитительные рассуждения Чистой Девы) дошло до нас в двух версиях (первая датируется эпохой Бунроку (1592—1596 гг.) и имеет два подзаголовка — «Радости мужчины» и «Удивительные беседы Желтого императора и Чистой Девы», вторая версия датируется примерно 1880 годом). Текст составлен из отрывков старых «учебников секса», таких как «Су-нюй цзин» и «Дунсюань-цзы», перемежаемых комментариями составителя. Текст построен в традиционной форме беседы между Желтым императором и Чистой Девой (Су-нюй). Это практическое пособие лишено как конфуцианской, так и даосской окраски. И хотя в нём утверждается важность сохранения семени и отмечена терапевтическая значимость полового акта, в нём отсутствует изложение основ даосской сексуальной внутренней алхимии.

### Современность
Даосские сексуальные практики могут применяться на трёх уровнях: медицинском, на уровне сексуального искусства и на эзотерическом уровне.
Современные даосские сексуальные практики в целом основаны на древних упражнениях и идеях, хотя могут иметь различные современные переосмысления. «Если подходить к оценке половых способностей современных мужчин с точки зрения древних китайцев, практикующих дао любви и умеющих контролировать эякуляцию, то абсолютное большинство наших соотечественников следовало бы расценить как преждевременно эякулярующих», — пишет кандидат медицинских наук Диля Еникеева. «Древние китайцы-даосы и современные последователи учения о дао любви, считали бы современных мужчин крайне слабыми сексуальными партнерами, и ни одна женщина древнего Китая не получила бы полового удовлетворения. Мужчины, знающие дао любви, умеют контролировать семяизвержение и продлевать половой акт до одного часа и даже более, при этом они совершают от одной тысячи до пяти тысяч фрикций».
К числу современных авторов, исследующих даосские сексуальные практики, относятся Мантек Чиа, Стефан Т. Чанг, Чжан Чжунлань, Эрик Юдлав, Майкл Винн, Чиан Зеттерсан.

#### Мантек Чиа
Мантек Чиа — даосский учитель, мастер цигуна и сексуального кунг-фу, создатель «Системы целительного дао», автор и соавтор книг о цигуне, сексуальных практиках, медитации. Мантек Чиа известен как популяризатор даосских сексуальных практик. Философия Чиа направлена на переосмысление традиционного даосского сексуального учения в современном контексте, с целью представления в доступной форме этого толкования для западной аудитории.

#### Майкл Винн
Соавтор или редактор первых семи книг Мантека Чиа, с которыми он стал знаменит. Родился в 1951 году в Сан-Франциско, в 1973 окончил Дартмутский колледж по специальности «русская и современная литература». Работал в экспедициях по заданию журнала National Geographic. Первая жена — эфиопка, Шамая Абиб. Далее — военный фотограф и корреспондент в Африке. В 1980 году открыл эфиопский ресторан в Нью-Йорке в районе Сохо. Освоил свыше 60 форм цигуна и даосских медитаций. Возглавляет американский филиал Вселенского Дао. Женат третьим браком. Совершает ежегодное путешествие в Китай.

## Основы теории
Даосские трактаты написаны с мужской точки зрения и адресованы мужчинам, большинство советов — владельцам гаремов.
Основой теории даосских сексуальных практик является учение о трёх сокровищах: ци, цзин и шень. Даосы стремятся максимально ограничить потери семенной жидкости, предотвращать потерю яйцеклетки через менструацию{{подст:уточнить источник}}[страница не указана 1368 дней].
В даосских трактатах описывается техника секса с доведением женщины до оргазма мужчиной с целью получить женскую субстанцию инь, избежав при этом эякуляции, чтобы не расходовать мужскую энергию ян.

## Техники контроля эякуляции и менструации

### Для мужчин
Никто, каким бы сильным или грубым он ни был, не может совершать частую эякуляцию, не уплатив за это, в конце концов, высокую цену.Мантек Чиа
В китайской, в том числе даосской, медицине семя (эякулят) рассматривается в качестве носителя жизненной силы и авторы трактатов рекомендуют расходовать его бережно — на 10 женских оргазмов рекомендуется максимум 3 эякуляции. Для задержки эякуляции описаны разные техники, одна из них — кратковременное сдавливание основания пениса.
В результате тренировки определённых мышц мужчина может научиться получать оргазм без эякуляции — сперма останавливается в районе семенного бугорка и возвращается обратно или поступает в мочевой пузырь. Похожий эффект может быть признаком ряда заболеваний..
Для контроля над сексуальным возбуждением и остановки сокращений гладкой мускулатуры, приводящих к семяизвержению, применяется давление пальцами на «точку миллиона долларов» — точку расположенную между гениталиями и анусом, под простатой. В Кундалини-йоге это место называют Муладхара-чакрой, где «обитает Змея Кундалини», которая, по восточным верованиям, поднимаясь в йогической практике по позвоночнику, раскрывает чакры и связанные с ними магические способности и приводит к «бессмертию».
Также применяются дыхательные упражнения, в виде концентрации на дыхании, дыхании в определённом ритме и задержки дыхания с одновременным сжатием мышц ануса и гениталий. Практики значительно схожи с кундалини и хатха-йогой.

### Для женщин

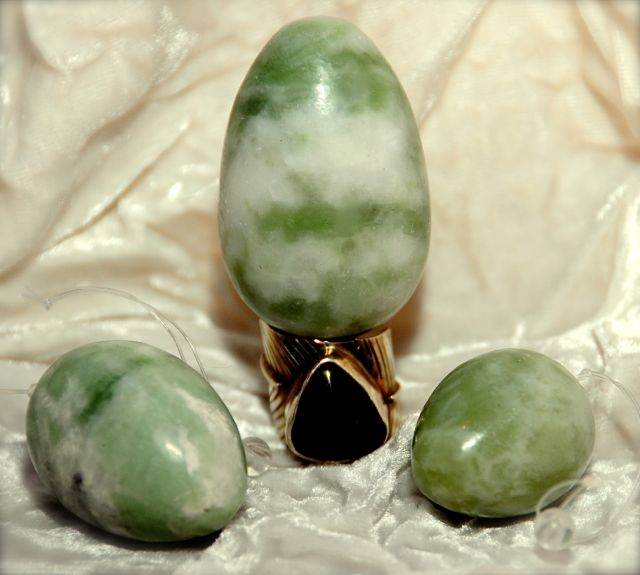
Нефритовые яйца

Согласно даосским представлениям основные потери жизненной энергии у женщин происходят во время менструаций. В даосских сексуальных практиках китаянки на протяжении веков применяли нефритовое яйцо, а ныне используются упражнения Кегеля.

### Парное совершенствование
В даосском сексе культивируется «долинный оргазм» — состояние, при котором волны экстаза следуют одна за другой, одна сильнее другой.